# 万宝桥街道
万宝桥街道，是中华人民共和国辽宁省辽阳市灯塔市下辖的一个乡镇级行政单位。

## 行政区划
万宝桥街道下辖以下地区：
蓝旗村、小红旗村、大荒地村、土门子村、大路烟台村、吕方寺村、忙牛屯村、万宝桥村、二道沟村、碾盘沟村、朝官寺村、山岳堡村、孤家子村和新立屯村。